# 지미 도드

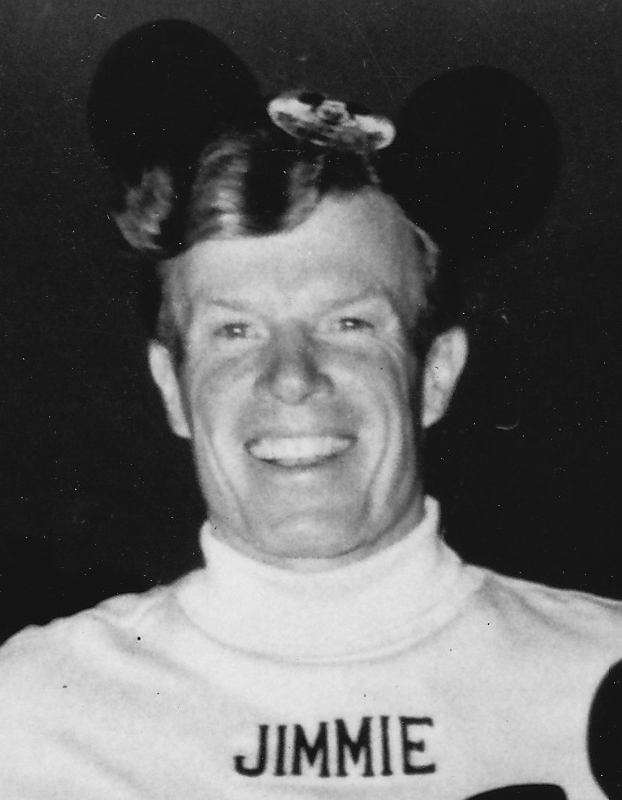

지미 도드(Jimmie Dodd, 1910년 3월 28일 ~ 1964년 11월 10일)는 미국의 배우, 기타 연주자, 작곡가 겸 작사가이다.
신시내티에서 태어났으며 호놀룰루에서 사망하였다. 포리스트 론 메모리얼 파크에 매장되었다.

## 영화
- 미키 마우스 클럽 (1955년)
- 디즈니랜드 (1954년) - 본인 역
- 러스티 맨 (1952년)
- 위닝 팀 (1952년)
- 리빙 인 어 빅 웨이 (1947년)
- 스웰 가이 (1946년)
- 썸딩 포 더 보이즈 (1944년)
- 헤이, 루키 (1944년)
- 콜벳 K-225 (1943년)
- 마이 페이버릿 브론드 (1942년)